# Ioannis Kasoulidis

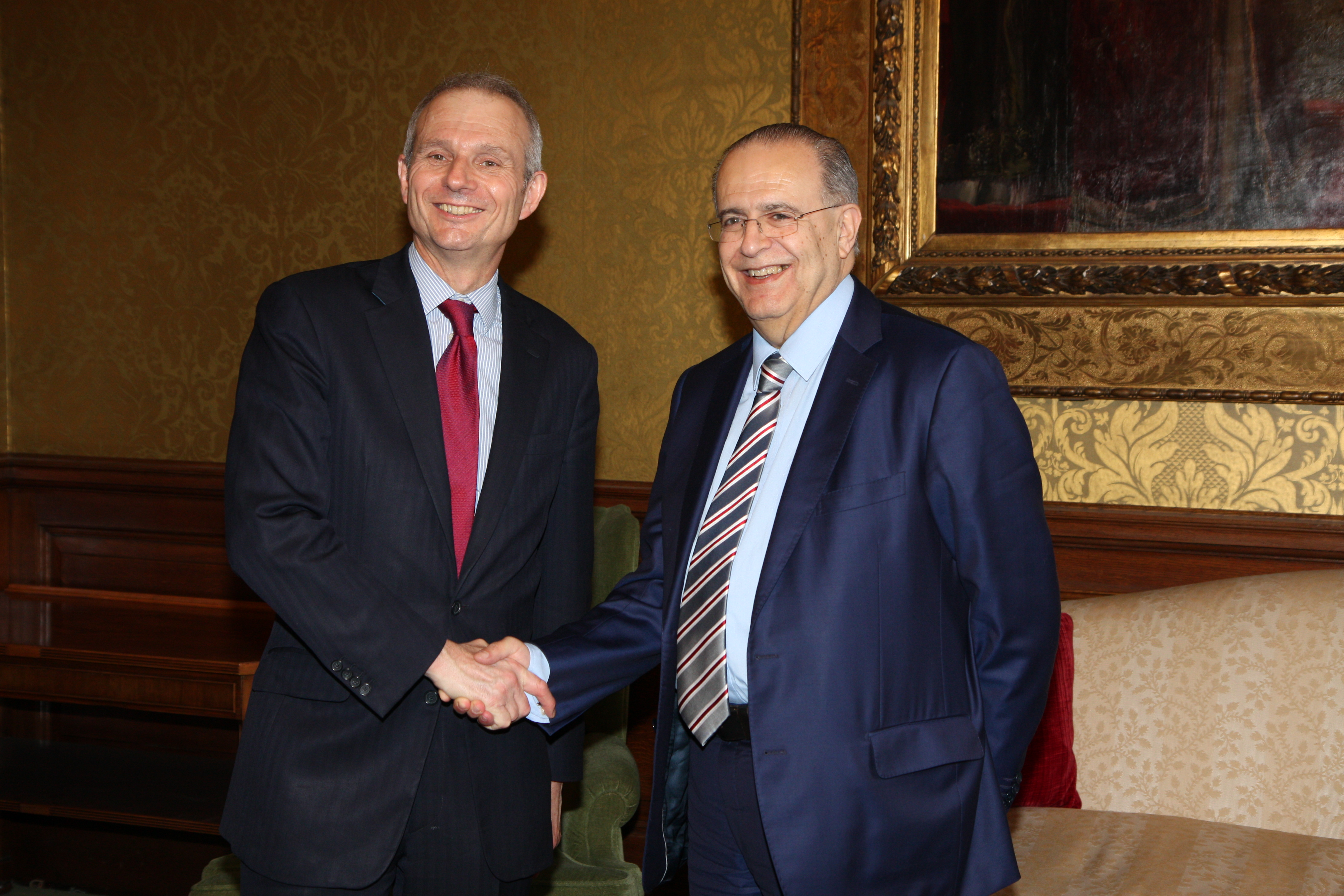
Ioannis Kasoulides (rechts) mit dem britischen Europaminister David Lidington (2015)

Ioannis Kasoulidis (griechisch Ιωάννης Κασουλίδης, auch Kasoulides transkribiert, * 10. August 1948 in Nikosia) ist ein zypriotischer Politiker der christdemokratischen Partei Dimokratikos Synagermos (DISY). Er war von 1997 bis 2003, von 2013 bis 2018 und von 2022 bis 2023 Außenminister der Republik Zypern. Von 2004 bis 2013 war Kasoulidis Mitglied des Europäischen Parlaments. Im Februar 2008 trat er erfolglos als Kandidat seiner Partei bei den Präsidentschaftswahlen in Zypern an.

## Leben
Ioannis Kasoulidis studierte Medizin in Lyon, wo er 1974 promoviert wurde. In den folgenden Jahren spezialisierte er sich im Bereich der Geriatrie. Von 1975 bis 1981 war er als Arzt und Assistenzarzt in London tätig, bevor er in seine Heimatstadt Nikosia zurückkehrte und sich dort als Facharzt niederließ.
Mitte der 1980er-Jahre begann Kaoulidis’ Karriere in der Partei Dimokratikos Synagermos. Von 1990 bis 1993 war er Vorsitzender der Jugendbewegung des DISY, seit 1993 ist er Mitglied des Politbüros der Partei.
Bei der Parlamentswahl im Mai 1991 wurde Ioannis Kasoulidis als Abgeordneter des Wahlkreises Nikosia in das zypriotische Repräsentantenhaus gewählt. Zwei Jahre später legte er sein Mandat nieder, um das Amt des Regierungssprechers zu übernehmen. Im April 1997 wurde Kasoulidis neuer Außenminister der Regierung Glafkos Klerides’. Dieses Amt hatte er bis zum 28. Februar 2003 inne, als Tassos Papadopoulos von der konservativen DIKO neuer Staatspräsident wurde. In Kasoulidis Amtszeit fielen der Abschluss der Verhandlungen über den Beitritt Zyperns zur Europäischen Union sowie der Beginn der bilateralen Gespräche zwischen der Republik Zypern und der Türkischen Republik Nordzypern über eine Wiedervereinigung Zyperns nach dem Annan-Plan.
Nach dem Beitritt Zyperns zur EU wurde Kasoulidis bei der Europawahl 2004 in das Europäische Parlament gewählt, in dem er Mitglied der Fraktion der Europäischen Volkspartei war. Kasoulidis war Stellvertretender Vorsitzender der Delegation für die Beziehungen zu dem Palästinensischen Legislativrat, Mitglied der Delegation des Europäischen Parlaments in der Parlamentarischen Versammlung Europa-Mittelmeer sowie Mitglied des Ausschusses für auswärtige Angelegenheiten.
Im Juni 2007 gab Kasoulidis seine Kandidatur bei der Präsidentschaftswahl im Februar 2008 bekannt. Er wurde von der DISY sowie einigen kleineren Parteien unterstützt. Umfragen sahen in den letzten Wochen vor den Wahlen ein Kopf-an-Kopf-Rennen zwischen dem amtierenden Präsidenten Papadopoulos, Kasoulidis und dem linksgerichteten Kandidaten Dimitris Christofias voraus. In der ersten Runde der Wahlen erhielt Kasoulidis am 17. Februar mit einem Anteil von 33,51 % die meisten Stimmen, dicht gefolgt von Dimitris Christofias mit 33,29 % der Stimmen. Tassos Papadopoulos wurde Drittplatzierter mit einem Stimmanteil von 31,79 % und somit abgewählt. Die Stichwahl am 24. Februar 2008 verlor er gegen Christofias mit 47 % der Stimmen.
Bei der Europawahl 2009 wurde er wiedergewählt.
Nach dem Wahlsieg seines Parteifreundes Nikos Anastasiadis bei der Präsidentschaftswahl 2013 wurde er von ihm als Nachfolger von Erato Kozakou-Markoullis erneut zum Außenminister berufen. Er hatte das Amt vom 1. März 2013 bis zum 28. Februar 2018 inne.
Vom 11. Januar 2022 bis zum 28. Februar 2023 war er erneut Außenminister der Republik Zypern.
Kasoulidis ist Träger zahlreicher Auszeichnungen, unter anderem des Phönix-Orden der Hellenischen Republik, des Xirka-Ordens der Republik Malta und des Ordens der Zeder vom Libanon. Im Jahr 2000 erhielt er die Auszeichnung der Stadt Bethlehem durch die Palästinensische Autonomiebehörde.